# Zacapoaxtla
Zacapoaxtla är en ort i Mexiko.   Den ligger i kommunen Zacapoaxtla och delstaten Puebla, i den sydöstra delen av landet, 170 km öster om huvudstaden Mexico City. Zacapoaxtla ligger 1 826 meter över havet och antalet invånare är 8 771.
Terrängen runt Zacapoaxtla är lite bergig. Runt Zacapoaxtla är det ganska tätbefolkat, med 129 invånare per kvadratkilometer. Närmaste större samhälle är Zaragoza, 11,8 km söder om Zacapoaxtla. Omgivningarna runt Zacapoaxtla är en mosaik av jordbruksmark och naturlig växtlighet.